# Verrucella ixobola
Verrucella ixobola is een zachte koraalsoort uit de familie Ellisellidae. De koraalsoort komt uit het geslacht Verrucella. Verrucella ixobola werd in 1999 voor het eerst wetenschappelijk beschreven door Grasshoff. 